# Hội Trí Tri
Hội Trí Tri (tên tiếng Pháp: la Société d’Enseignement Mutuel du Tonkin) là một hiệp hội dân lập với chủ trương quảng bá tân học gồm các đề tài khoa học như vệ sinh, phong tục, cùng các kiến thức mới lạ đến trí thức Việt Nam từ năm 1892 đến 1945.
Tên của Hội được lấy từ sách Đại Học, một trong Tứ thư của nhà Nho. Trong sách đó có câu: 先致其知、致知、在格物 (tiên trí kỳ tri, trí tri, tại cách vật, có nghĩa là "Trước hết để biết, biết tường tận là do biết nguyên lý sự vật") vậy "Trí Tri" là biết tường tận, ám chỉ sự học hỏi dựa vào khoa học.

## Lịch sử
Hội Trí Tri được thành lập vào ngày 1 Tháng Tư năm 1892. Khi sáng lập, Hội có 19 người Pháp và 108 người Việt tham gia. Trụ sở của Hội đặt ở số 59 phố Hàng Đàn (nay là số 47 phố Hàng Quạt), Hà Nội.
Hội từng tổ chức những buổi diễn thuyết, trình diễn nhạc, triển lãm tranh ảnh. Trong số những hội viên có tên tuổi gắn bó với Hội Trí Tri phải kể Nguyễn Văn Vĩnh, Nguyễn Văn Tố, Phạm Quỳnh.
Hội còn cho xuất bản tập Kỷ yếu (Bulletin de la Société d’Enseignement Mutuel du Tonkin) và tập san Trí Tri, phổ biến kiến thức phổ thông. Chính hội Trí Tri đã đóng góp vào sự hình thành của Hội Truyền bá Quốc ngữ.
Năm 1941 nhân lần sinh nhật thứ 350 của giáo sĩ Đắc Lộ, Hội cùng với Hội Truyền bá Quốc ngữ quyên góp và cho dựng tấm bia ở gần bờ hồ Gươm trước đền Bà Kiệu, kỷ niệm một người đã có công lớn với chữ Quốc ngữ.